# Heil dir, Hannover
Heil dir, Hannover war die Landeshymne des Kurfürstentums und, ab 1815, des Königreichs Hannover, die Anfang des 18. Jahrhunderts eingeführt wurde. So wie viele andere Herrscher dieser Zeit, wies auch Georg I. von Hannover und Großbritannien Georg Händel an, eine Hymne zu kreieren. Die Melodie Händels blieb auch nach Ende der Personalunion weiterhin die der Hymne vom Vereinigten Königreich von England und Irland im Jahre 1837. Einige weitere deutsche Staaten nutzen ebenfalls dieselbe Melodie für ihre Hymnen, so beispielsweise das Großherzogtum Oldenburg, oder die Königreiche Bayern und Preußen. Nach der Reichsgründung 1871 wurde das Lied Heil dir im Siegerkranz, die ebenfalls dieselbe Melodie hat, zur Kaiser- und inoffiziellen Nationalhymne des Deutschen Reiches.
Der letzte römisch-deutsche Kaiser Franz II., war von Händels Werk so beeindruckt, dass er seinen Hofmusiker, Haydn, damit beauftragte, eine Kaiserhymne zu schreiben. Diese wurde später als kaiserliche Hymne auch im Kaisertum Österreich nach dem Untergang des Heiligen Römischen Reiches genutzt.
Die Hymne hat drei Verse, wobei der erste mehrere Variationen hat.

## Text
| Heil dir, Hannover | Heil dir, Hannover | Heil dir, Hannover |
| Vers               | Deutsch | Englisch |
| ------------------ | --- | --- |
| 1.                 | Heil Dir Hannover, heil!, Freude werd' Dir zuteil, Freude stets mehr. Jauchze, Du Engelschor, Dringe zu Gottes Ohr! Mit Deinem Freudenchor: Gebt Gott die Ehr'!          | Hail to thee Hanover, hail! Unto thee, joy bestowed, Joy evermore. Cry out, You angelic choir, Penetrate to God's ear! With your joyous chorus: Unto God all honour!     |
| 2.                 | Gott gab den Freudentag, Was tief verborgen lag, Kam nun ans Licht. Zage nicht, Erdensohn, Wenn schwarz die Wolken droh'n, Gott hälz auf seinem Thron Waag' und Gewicht. | God gave the joyous day What lay hidden deep Now comes to the light Be dismayed not, son of earth If the black clouds threaten God on his throne has Balance and weight. |
| 3.                 | Er führt alles aus, Schützt unser Welfenhaus mit mächt'gem Arm. Eintracht ist Gottes Band: König und Vaterland Reichen sich Herz und Hand Heilig und warm.               | All deeds He performs Protects our Guelph house With a mighty arm Concord of God's band King and Fatherland Submit themselves heart and hand Holy and warm.              |